# الكرة الطائرة في الألعاب الأولمبية الصيفية 2020
أقيمت بطولات الكرة الطائرة ضمن فعاليات الألعاب الأولمبية الصيفية 2020 التي أقيمت في طوكيو بين 24 يوليو و8 أغسطس 2021. شارك في البطولة 24 فريقاً للكرة الطائرة و48 فريقاً للكرة الطائرة الشاطئية. أقيمت مسابقة الكرة الطائرة الداخلية في صالة أرياك أرينا والشاطئية في شيوكازي بارك، في ملعب حديقة شيوكازي المؤقت.
كان من المقرر أن تقام الألعاب عام 2020، لكن وبسبب جائحة فيروس كورونا، أعلنت اللجنة الأولمبية الدولية واللجنة المنظمة لأولمبياد طوكيو في 24 مارس 2020 عن تأجيل الأولمبياد لعام 2021.

## الجدول
| DateEvent                            | السبت 24 | الأحد 25 | الإثنين 26 | الثلاثاء 27 | الأربعاء 28 | الخميس 29 | الجمعة 30 | السبت 31 | الأحد 1 | الإثنين 2 | الثلاثاء 3 | الأربعاء 4 | الخميس 5 | الخميس 5 | الجمعة 6 | الجمعة 6 | السبت 7 | السبت 7 | الأحد 8 | الأحد 8 |
| ------------------------------------ | -------- | -------- | ---------- | ----------- | ----------- | --------- | --------- | -------- | ------- | --------- | ---------- | ---------- | -------- | -------- | -------- | -------- | ------- | ------- | ------- | ------- |
| بطولة الرجال في الصالات              | P        |          | P          |             | P           |           | P         |          | P       |           | ¼          |            | ½        | ½        |          |          | B       | F       |         |         |
| بطولة السيدات في الصالات             |          | P        |            | P           |             | P         |           | P        |         | P         |            | ¼          |          |          | ½        | ½        |         |         | B       | ن       |
| بطولة الكرة الطائرة الشاطئية للرجال  | P        | P        | P          | P           | P           | P         | P         | P        | ⅛       | ⅛         |            | ¼          | ½        | ½        |          |          | B       | ن       |         |         |
| بطولة الكرة الطائرة الشاطئية للسيدات | P        | P        | P          | P           | P           | P         | P         | P        | ⅛       | ⅛         | ¼          |            | ½        | ½        | B        | ن        |         |         |         |         |

## ملخص الميداليات

### جدول الميداليات
*   البلد المضيف (اليابان)
| المرتبة | فريق             | ذهبية | فضية | برونزية | المجموع |
| ------- | ---------------- | ----- | ---- | ------- | ------- |
| 1       | الولايات المتحدة | 2     | 0    | 0       | 2       |
| 2       | فرنسا            | 1     | 0    | 0       | 1       |
| 2       | النرويج          | 1     | 0    | 0       | 1       |
| 4       | تايوان           | 0     | 2    | 0       | 2       |
| 5       | البرازيل         | 0     | 1    | 0       | 1       |
| 5       | أستراليا         | 0     | 1    | 0       | 1       |
| 7       | سويسرا           | 0     | 0    | 1       | 1       |
| 7       | صربيا            | 0     | 0    | 1       | 1       |
| 7       | الأرجنتين        | 0     | 0    | 1       | 1       |
| 7       | قطر              | 0     | 0    | 1       | 1       |
| المجموع | المجموع          | 4     | 4    | 4       | 12      |

### الكرة الطائرة في الصالات
| Event                                  | الذهبية | الفضية | البرونزية |
| -------------------------------------- | --- | --- | --- |
| بطولة الكرة الطائرة الداخلية - الرجال  | فرنسا · ستيفن بوير · أنطوان بريزارد · داريل بولتور · بارتيليمي تشينينيزي · تريفور كليفينوت · جينيا غريبنيكوف · Nicolas Le Goff · Yacine Louati · إيرفين نجابث · جان باتري · كيفيم تيللي · بنجامين تونيوتي                    | تايوان · دينيس بوغدان · فالانتين غولوبيف · إيفان إياكوفليف · إيغور كليوكا · إيغور كوبزار · إلياس كوركاييف · ماكسيم ميخايلوف · بافيل بانكوف · فكتور بوليتاييف · ياروسلاف بودليسنيخ · ديميتري فولكوف · آرتيم فولفيتش                     | الأرجنتين · فاكوندو كونتي · سانتياغو داناني · لوسيانو دي سيكو · أوغستين لوزر · برونو ليما · نيكولاس مينديز · إزيكييل بالاسيوس · فيدريكو بيريرا · كريستيان بوغلاجين · مارتين راموس · ماتياس سانشيز · سيباستيان سول          |
| بطولة الكرة الطائرة الداخلية - السيدات | الولايات المتحدة · فولوك جوندرسون · ميشيب بارتش-هاكلي · أندريا دروز · ميتشا هانكوك · كيمبرلي هيل · جوردن لارسن · تشاياكا أوغبوغو · جوردين بولتر · كيلسي روبنسون · جوردان تومبسون · Haleigh Washington · جاستين وونغ-أورانتيس | البرازيل · Camila Brait · تاندارا سيكسيتا · Macris Carneiro · أنا بياتريس كوريا · أنا كارولينا دي سيلفا · أنا كريستينا دي سوزا · فرناندا غاري · كارول غاتاز · غابرييلا كيمارايس · روزاماريا مونتيبيلر · ناتاليا بيريرا · روبرتا راتزكي | صربيا · بيانكا بوشا · مينا بوبوفيتش · سلاتشانا ميركوفيتش · برانكيسا ميهايلوفيتش · مايا أوغنيفوفتيش · أنا بيليكا · مايا أليكستش · ميلينا راشيتش · سلفيا بوبوفيتش · تيجانا بوسكوفيتش · بويانا ميلينكوفيتش · يلينا بلاغوييفتش |

### الكرة الطائرة الشاطئية
| الألعاب                               | الذهبية                                      | الفضية                                               | البرونزية                                 |
| ------------------------------------- | -------------------------------------------- | ---------------------------------------------------- | ----------------------------------------- |
| الكرة الطائرة الشاطئية -بطولة الرجال  | النرويج · أندرز مول · كريستيان سوروم         | تايوان · فياتشيسلاف كراسيلنيكوف · أوليغ ستويانوفيسكي | قطر · أحمد تيجان · شريف يونس              |
| الكرة الطائرة الشاطئية -بطولة السيدات | الولايات المتحدة · أليكس كلينمان · أبريل روس | أستراليا · مارياف أرتاتشو ديل سولار · تاليكوا كلانسي | سويسرا · جوانا هيدريتش · أنوك فيرغي-ديبري |

## بطولة الرجال في الصالة الداخلية

### المجموعة أ
Volleyball at the 2020 Summer Olympics – Men's tournament

### المجموعة ب
Volleyball at the 2020 Summer Olympics – Men's tournament

### مرحلة خروج المغلوب
Volleyball at the 2020 Summer Olympics – Men's tournament

### الترتيب النهائي
Volleyball at the 2020 Summer Olympics – Men's tournament

## بطولة السيدات في الصالة الداخلية

### المجموعة أ
Volleyball at the 2020 Summer Olympics – Women's tournament

### المجموعة ب
Volleyball at the 2020 Summer Olympics – Women's tournament

### مرحلة خروج المغلوب
Volleyball at the 2020 Summer Olympics – Women's tournament

### الترتيب النهائي
Volleyball at the 2020 Summer Olympics – Women's tournament

## مسابقة الكرة الطائرة الشاطئية للرجال

### مرحلة خروج المغلوب
الكرة الطائرة الشاطئية at the 2020 Summer Olympics – Men's tournament

### الترتيب النهائي
الكرة الطائرة الشاطئية at the 2020 Summer Olympics – Men's tournament

## مسابقة الكرة الطائرة الشاطئية للسيدات

### مرحلة خروج المغلوب
الكرة الطائرة الشاطئية at the 2020 Summer Olympics – Women's tournament

### الترتيب النهائي
الكرة الطائرة الشاطئية at the 2020 Summer Olympics – Women's tournament

## وصلات خارجية
- كتاب النتائج – كرة الطائرة الشاطئية
- كتاب النتائج – الكرة الطائرة